# Adolfo Berro

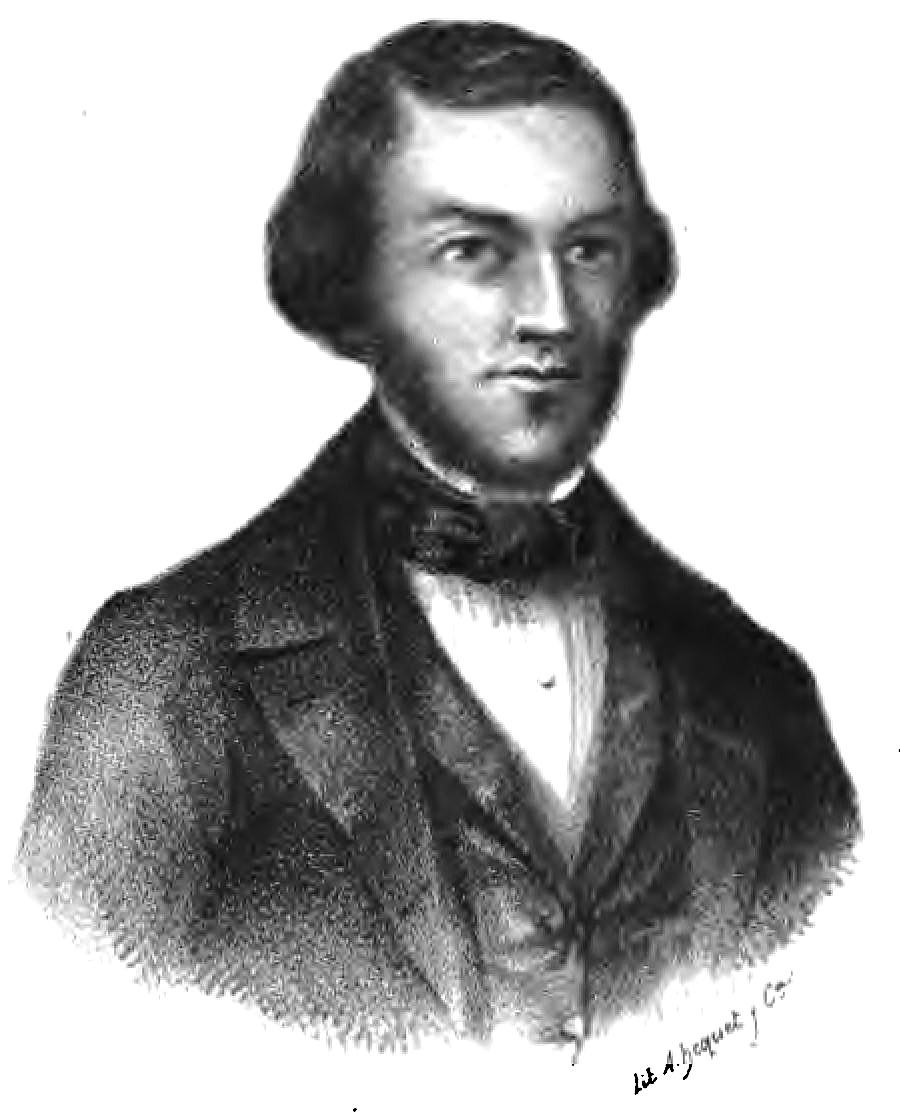
Adolfo Berro

Adolfo Berro Larrañaga (Montevideo, 9 de agosto de 1819 - 29 de septiembre de 1841) fue un poeta uruguayo.

## Biografía
Integrante del movimiento romántico, el joven escribió versos pero, en un principio, de forma casi oculta. Sus obras más destacadas son Población de Montevideo y Yandubayú y Liropeya, poema escrito en 1840. Ensayó un prólogo en el que se definía: “No tengo sistema literario: para mí las cualidades de toda buena poesía deben ser moralidad en el fondo y fin que el poeta se proponga; sencillez y elegancia en las formas”.
Berro falleció siendo muy joven, a la edad de 22 años víctima de la tuberculosis, habiendo compuesto numerosos poemas que fueron publicados en forma póstuma en 1842 bajo el título "Poesías". En su tumba de mármol blanco en el Cementerio del Buceo se puede leer: A la memoria de Adolfo Berro, la Juventud de su Patria.